# Ziraspén
Ziraspén är en ort i Mexiko.   Den ligger i kommunen Ziracuaretiro och delstaten Michoacán de Ocampo, i den södra delen av landet, 290 km väster om huvudstaden Mexico City. Ziraspén ligger 1 385 meter över havet och antalet invånare är 136.
Terrängen runt Ziraspén är lite bergig. Runt Ziraspén är det ganska tätbefolkat, med 78 invånare per kvadratkilometer. Närmaste större samhälle är Uruapan, 12,9 km väster om Ziraspén. I omgivningarna runt Ziraspén växer huvudsakligen savannskog.